# 田巻佑規子
田巻 佑規子（たまき ゆきこ、1979年4月15日 - ）は、元テレビ新潟のアナウンサー。

## 人物・来歴
- 新潟県長岡市出身[1]。
- 長岡市立宮内中学校、新潟県立長岡高等学校を経て法政大学卒業。
- 大学時代はミス雪椿であり、素人時代には夕方ワイド新潟一番の「テレビ伝言版」に出演していた。
- 2003年4月に長野放送（NBS）にアナウンサーとして入社。2005年12月に地元であるテレビ新潟(TeNY)に移籍し、2019年3月まで活動した。
- 趣味:サッカー、スポーツ観戦、映画鑑賞、お買い物、長風呂、マッサージ、おいしいお酒を飲むこと。
- 特技:スキー、なわとび、ピアノ、フルート、一輪車。
- 夕方ワイド新潟一番とテレビ信州（TSB）の情報ワイド ゆうがたGet!とのコラボ企画で放送局は異なるが長野県内にも登場することがあった。

## 過去の担当番組

### 長野放送(NBS)時代
- NBSニュース

など

### テレビ新潟(TeNY)時代
- とことんアルビ!!DX(最終土曜)
- TeNY医療の広場(毎月第1・3土曜)
- すこやか新潟
- 夕方ワイド新潟一番（月〜金）
- 月刊 元気一番"生"テレビ
- NNNストレイトニュース（新潟ローカルニュース）

## 長野放送(NBS)同期入社
- 倉見慶子

## テレビ新潟(TeNY)同期入社
- 内田拓志
- 須賀由美子